# Henningsomyces candidus
Espèce
Synonymes
- Lachnella candida (Pers.) G. Cunn. 1963[1]
- Calyptella candida (Pers.) Pat. 1900[2]
- Cyphella candida (Pers.) Pat. 1900[2]
- Peziza candida (Pers.) Pers. 1801 [3]
- Solenia candida Pers. 1794 [4]
- Solenia fasciculata [5]

Henningsomyces candidus est une espèce de fungi de la famille Marasmiaceae et du genre Henningsomyces,. Il forme de petits tubes bancs (taille millimétrique) sur le bois mort humide en décomposition.

## Risques de confusion
Un risque de confusions existe avec les 9 autres espèces du genre Henningsomyces 
- Henningsomyces leptus
- Henningsomyces mutabilis
- Henningsomyces nigrescens
- Henningsomyces patinaceus
- Henningsomyces puber
- Henningsomyces pulchellus
- Henningsomyces separatus
- Henningsomyces subiculatus
- Henningsomyces tarapotensis